# 아이멘 압덴누르
아이멘 압덴누르(Aymen Abdennour, 1989년 8월 6일, 튀니지 수스 ~ )는 튀니지의 전 축구 선수로, 과거 튀니지 축구 국가대표팀의 센터백으로도 활약하였다.